# Kategorienfehler
Ein Kategorienfehler wird von einem Sprecher begangen, wenn er einen sprachlichen Ausdruck auf eine Weise verwendet, die nicht dem logischen Typ des Ausdrucks entspricht. Der logische Typ eines Ausdrucks ist die Klasse seiner logisch richtigen Verwendungsweisen. Diese Klasse kann als eine Menge von Sätzen betrachtet werden, die einen Rahmen für die Einsetzung sprachlicher Ausdrücke bilden. Ein solcher Rahmen kann etwa die Form haben: „Aristoteles war ein griechischer …“. Mögliche Einsetzungen in die mit „…“ gekennzeichnete Leerstelle sind z. B. „Philosoph“, „Dichter“, „Bildhauer“, „Politiker“ usw. Auch wenn nicht alle dieser Einsetzungen wahre Sätze ergeben, sind es doch sinnvolle Sätze. Einsetzungen wie „Planet“, „Syllogismus“ oder „Gedanke“ dagegen führen zu unsinnigen Sätzen. Ausdrücke, die bei Einsetzung in verwandte Satzrahmen sinnvolle Sätze ergeben, gehören einer Kategorie an, sie sind vom gleichen logischen Typ. Dass ein Kategorienfehler begangen wurde, lässt sich daran erkennen, dass die Einsetzung eines Ausdrucks einen unsinnigen Satz produziert hat.

## Ryles Kategorienfehleranalyse
Den Begriff „Kategorienfehler“ oder „Kategorienverwechslung“ (category mistake) führt Gilbert Ryle in seinem Hauptwerk Der Begriff des Geistes als Analyseinstrument zur Stützung seiner These ein, dass philosophische Probleme, die sich an Begriffe wie Geist, Wille oder Bewusstsein knüpfen, aus einer falschen Verwendung dieser Begriffe resultieren. Ein prominentes Beispiel dafür ist das Leib-Seele-Problem. Mit seiner Analyse will Ryle zeigen, dass solche philosophischen Probleme bei genauerer Betrachtung gar keine Probleme sind. Ryle sieht daher die Aufgabe der Philosophie darin, „Kategoriengewohnheiten durch Kategoriendisziplin zu ersetzen“.
In Der Begriff des Geistes gibt Ryle zahlreiche Beispiele, mit deren Hilfe er den Begriff des Kategorienfehlers zu erklären versucht. So spricht er etwa von einem Besucher der Oxforder Universität, dem die verschiedenen Einrichtungen wie Hörsäle, Seminarräume, Laboratorien, Mensa oder Bibliothek gezeigt werden. Der Besucher ist nach seinem Rundgang unzufrieden, denn er wollte die Universität sehen und stattdessen zeigt man ihm verschiedene Räume und Orte. Wenn der Besucher die Frage stellt: „Wo ist jetzt eigentlich die Universität?“, begeht er einen Kategorienfehler. Er verwendet den Ausdruck „Universität“ so, als gehöre er der gleichen Kategorie wie „Hörsaal“, „Labor“ oder „Mensa“ an. Ein anderes Beispiel ist Folgendes: Angenommen jemand berichtet davon, sich ein neues Paar Handschuhe gekauft zu haben und bekäme darauf zur Antwort: „Ich sehe, du trägst einen linken und einen rechten Handschuh, aber wo ist das Paar Handschuhe, von dem du sprichst?“ Der Fragende begeht den Fehler, den Ausdruck „ein Paar Handschuhe“ derselben Kategorie wie „rechter Handschuh“ und „linker Handschuh“ zuzuordnen.

## Hintergrund
Ryle gibt in Der Begriff des Geistes selbst keine formale Definition des Kategorienfehlers. In seiner Bestimmung der Kategorie als logischer Typ eines sprachlichen Ausdrucks und dem Vorschlag, Kategorien als eine Menge von Satzrahmen zu definieren, lassen sich jedoch deutliche Anleihen bei den Untersuchungen Bertrand Russells erkennen. Dieser bezeichnet prädikative Sätze der Form „x ist ein φ“ als Satzfunktionen. Einsetzungen für die Satzfunktion φx ergeben nach dem Bivalenzprinzip der klassischen Logik entweder wahre oder falsche Aussagen. Die Menge aller Einsetzung in x, für die aus φx eine wahre Aussage wird, heißt Extensionsbereich. Russell definiert den Extensionsbereich einer Satzfunktion als logischen Typ. Schon vor Ryle konstatierte Russell, dass die Probleme, die sich aus Begriffen wie Geist, Materie, Bewusstsein oder Wille ergeben, auf die Vagheit und Unbestimmtheit dieser Begriffe zurückzuführen sind. Auch er sah die Aufgabe der Philosophie in der „Kritik und Klärung von Begriffen, die leicht als fundamental betrachtet und unkritisch hingenommen werden können“. Ryles Begriff des Kategorienfehlers ist daher in gewisser Weise ein Analogon des Russellschen Begriffs des Typenfehlers. Jedoch glaubte Russell, dass keiner der problematischen Begriffe typenbestimmt gemacht werden könne und damit auch in keiner exakten Wissenschaft von Bedeutung sei. In diesem Punkt gehen Russells und Ryles Ansichten auseinander. So sehr Ryle selbst noch in der Tradition des Neopositivismus steht und seine Anleihen bei Russells Logischem Atomismus unverkennbar sind, führt dessen „over-logical approach“ nach Ryle in dieselbe Misere zurück, aus der er eigentlich herausführen sollte. Er macht den Logikern den Vorwurf, selbst einen Kategorienfehler zu begehen. Sprachliche Ausdrücke ließen sich nicht „in ein vorgefertigtes Register logischer Klassen oder Typen eintragen“, was auch für philosophische Begriffe gelte. Der Kategorienfehler der Logiker besteht für Ryle darin, dass sie den Begriff der Analyse wie den Begriff des Sehens verwendeten. Analysieren im philosophischen Sinne heiße jedoch Argumentieren. „Aber die Tatsache, daß die Fähigkeit, ein Argument zu verwenden, die Fähigkeit mit sich bringt, die Implikation zu ‚sehen‘, [...] bedeutet nicht, daß es [...] kausal notwendig ist, kurz vor oder während [der] Verwendung des Arguments einen solchen Akt des ‚Sehens‘ auszuführen.“ Mit seinem Vorschlag einer informellen Logik als Arbeitsgebiet des Philosophen macht Ryle daher der formalen Logik ihren philosophischen Anspruch streitig. Der Begriff des Kategorienfehlers ist somit ein gutes Beispiel für die Wende, die von der Philosophie der normalen Sprache innerhalb der Wende zur Sprache vollzogen wurde.

## Kritik
Ryle hat selbstkritisch eingeräumt, dass er den Begriff Kategorie „amateurhaft“ und „inexakt“ verwende und ohne erklärenden Anspruch. Sein Ansatz, allein in der Sprachlogik eine Definition von Kategorienfehlern zu suchen, ist unzureichend, und die Verbesserungsversuche durch andere Autoren können als gescheitert gelten. Es fehlen Kriterien dafür, ob ein Satz sinnlos ist oder nicht.

„Die Syntax als Kriterium der Kategorien-Bestimmung reicht keineswegs aus, sondern muss durch das Kriterium semantischer Bedeutungshaftigkeit bzw. Absurdität ergänzt werden.“

Ryle hat sich nicht mit der Kategorialforschung von Nicolai Hartmann und deren Methodik auseinandergesetzt. Hartmann analysierte die auf unterschiedlichen Organisationsebenen (Systemtheorie) zur adäquaten Beschreibung der Vorgänge erforderlichen neuen und eigenständigen Kategorien („kategoriales Novum“), beispielsweise der Bewusstseinsprozesse (Bewusstsein) gegenüber den neuronalen Prozessen (Neurophysiologie). Fundamentale Kategorienfehler entstehen, wenn etwa der Substanzbegriff im Sinne einer transzendenten Seele in die empirische Psychologie eingeführt oder die Wert- und Moralbegriffe in die Naturwissenschaft übertragen werden statt nur auf das Denken und Handeln der Naturwissenschaftler.
In einer Gegenbewegung zu Ryles auf die Sprachlogik beschränkten Interpretation von Kategorienfehlern könnten Hartmanns Untersuchungen „kategorialer Grenzüberschreitungen“ in einer „post-analytischen“ Philosophie wieder aktuell werden. Insbesondere die Biologie und die Psychologie sind auf eine gründliche Diskussion angewiesen, welche eigenständigen Kategorien für diese Wissenschaftsbereiche adäquat sind, um einem einseitigen Reduktionismus, letztlich der Reduktion auf die Kategorien der Physik, zu begegnen.

### Primär
- Nicolai Hartmann: Der Aufbau der realen Welt. Grundriss der allgemeinen Kategorienlehre. 2. Auflage. de Gruyter, Berlin 1949.
- Bertrand Russell: Der logische Atomismus, in: Philosophische und politische Aufsätze. Stuttgart 1971.
- Bertrand Russell: Einführung in die mathematische Philosophie. Hamburg 2004.
- Bertrand Russell/Alfred North Whitehead: Principia Mathematica. Cambridge 1910–1913.
- Gilbert Ryle: „Categories“, in: Collected Papers, Bd. 2. London 1971.
- Gilbert Ryle: Der Begriff des Geistes. Stuttgart 1969.
- Gilbert Ryle: Begriffskonflikte. Göttingen 1970.

### Sekundär
- Anthony Clifford Grayling: An Introduction to Philosophical Logic. Brighton [u. a.] 1982.
- Andreas Kemmerling: „Kategorienfehler“, in: J. Ritter und G. Gründer (Hg.): Historisches Wörterbuch der Philosophie, Bd. IV. Basel 1976. S. 781–783.
- Eike von Savigny: Die Philosophie der normalen Sprache. Frankfurt/M. 1969.
- Peter Prechtl/Ansgar Beckermann: Grundbegriffe der analytischen Philosophie. Stuttgart 2004.
- Thomas Zoglauer: Einführung in die formale Logik für Philosophen. Göttingen 2008. 4. Auflage.